# 1066.
◄ | 10. stoljeće | 11. stoljeće | 12. stoljeće | ►
◄ | 1030-ih | 1040-ih | 1050-ih | 1060-ih | 1070-ih | 1080-ih | 1090-ih | ►
◄◄ | ◄ | 1063. | 1064. | 1065. | 1066. | 1067. | 1068. | 1069. | ► | ►►
Arhitektura • Astronomija • Knjige • Književnost • Kršćanstvo • Medicina • Pravo • Promet • Znanost

## Događaji
- Čika iz roda Madijevaca osniva ženski benediktinski samostan sv. Marije u Zadru. Hrvatski kralj Petar Krešimir IV. samostanu izdaje povlastice.
- 29. rujna – Iskrcavanjem normanske vojske kod Pevenseya počela je borba za englesko prijestolje na koje je pravo polagao Vilim, vojvoda od Normandije. Vilim je osvojio vlast nekoliko tjedana poslije, kad je u bici kod Hastingsa pobijedio kralja Harolda II.
- 25. prosinca u povelji kralja Petra Krešimira IV. prvi put se spominje Šibenik
- Bitka kod Hastingsa

## Smrti
- Edvard III. Ispovjednik, engleski kralj

## Vanjske poveznice
|  | Zajednički poslužitelj ima još gradiva o temi 1066. |